# Blaine (Wisconsin)
Blaine es un pueblo ubicado en el condado de Burnett en el estado estadounidense de Wisconsin. En el Censo de 2010 tenía una población de 197 habitantes y una densidad poblacional de 1,08 personas por km².

## Geografía
Blaine se encuentra ubicado en las coordenadas 46°7′41″N 92°10′49″O / 46.12806, -92.18028. Según la Oficina del Censo de los Estados Unidos, Blaine tiene una superficie total de 182.07 km², de la cual 177.64 km² corresponden a tierra firme y (2.43%) 4.43 km² es agua.

## Demografía
Según el censo de 2010, había 197 personas residiendo en Blaine. La densidad de población era de 1,08 hab./km². De los 197 habitantes, Blaine estaba compuesto por el 95.94% blancos, el 1.02% eran afroamericanos, el 1.52% eran amerindios, el 0% eran asiáticos, el 0% eran isleños del Pacífico, el 0% eran de otras razas y el 1.52% pertenecían a dos o más razas. Del total de la población el 0.51% eran hispanos o latinos de cualquier raza.